# 假小檗
假小檗（学名：Berberis fallax）是小檗科小檗属的植物，是中国的特有植物。分布在中国大陆的云南等地，生长于海拔1,800米至3,200米的地区，常生于山坡灌丛中和林中，目前尚未由人工引种栽培。

## 变种
- Berberis fallax Schneid. var. latifolia C. Y. Wu et S. Y. Bao